# Edward Herbert Thompson
Edward Herbert Thompson (Worcester, 28 settembre 1857 – Plainfield, 11 maggio 1935) è stato un diplomatico e archeologo statunitense.
Inizialmente ispirato dalle opere di John Lloyd Stephens, Thompson ha dedicato la gran parte della sua carriera allo studio della civiltà Maya. 
Nel 1879 conosce il mecenate americano Stephen Salisbury III e ottiene un finanziamento per una spedizione archeologica in Yucatán. Grazie all'appoggio del senatore del Massachusetts George Frisbie Hoar ottiene, prima di partire per la sua spedizione, la carica di console degli Stati Uniti in Yucatán.
Thompson arriva a Mérida nel 1885. Compie le sue prime esplorazioni a Labná, Uxmal ed in altri siti minori della regione Puuc.
Tra il 1904 e il 1910 Thompson acquisisce notorietà per la scoperta, sul fondo del Cenote Sagrado di Chichén Itzá, di numerosi pregevoli manufatti in oro, rame e giada, da lui inviati al Peabody Museum of Archaeology and Ethnology della Harvard University.
Nel 1926 il governo messicano lo accusa di avere esportato illegalmente negli Stati Uniti i reperti archeologici. Caduto in disgrazia, non poté più tornare in Messico.